# Parasudis
Parasudis is een geslacht van straalvinnige vissen uit de familie van groenogen (Chlorophthalmidae). Het geslacht is voor het eerst wetenschappelijk beschreven in 1911 door Regan.

## Soorten
- Parasudis fraserbrunneri (Poll, 1953)
- Parasudis truculenta (Goode & Bean, 1896)